# Serie Promozione 1926-1927
La Serie Promozione è stata la 27ª edizione del campionato svizzero di calcio di Serie Promozione (seconda divisione). La squadra vincitrice è stata il Young Boys (II) (seconda squadra).

## Regolamento
Le 48 squadre partecipanti, furono suddivise in sei gironi a carattere regionale di cui 4 di 8 squadre ciascuno e 1 di 9 squadre e 1 di 7 squadre.
Le prime squadre classificate di ogni girone si affrontarono in una fase finale per stabilire le tre squadre che incontrarono le tre squadre di Serie A terminate in ultima posizione nei rispettivi gironi.
Le tre squadre che vinsero questi incontri retrocededettero o furono promosse. Non ci furono retrocessioni in quanto si stabilì che la stagione successiva le squadre partecipanti sarebbero aumentate da 48 a 54.

## Gruppo est 1

### Classifica finale
|  | Pos. | Squadra                | Pt | G  | V  | N | P  | GF | GS | DR  |
|  | ---- | ---------------------- | -- | -- | -- | - | -- | -- | -- | --- |
|  | 1.   | Chiasso                | 29 | 16 | 13 | 3 | 0  | 72 | 19 | +53 |
|  | 2.   | Baden                  | 23 | 16 | 10 | 3 | 3  | 55 | 38 | +17 |
|  | 3.   | Blue Stars Zurigo (II) | 18 | 16 | 7  | 4 | 5  | 46 | 31 | +15 |
|  | 4.   | Zurigo (II)            | 18 | 16 | 8  | 2 | 6  | 56 | 41 | +15 |
|  | 5.   | Red Star Zurigo        | 18 | 16 | 8  | 2 | 6  | 47 | 41 | +6  |
|  | 6.   | Oerlikon               | 17 | 16 | 8  | 1 | 7  | 37 | 41 | -4  |
|  | 7.   | Wohlen                 | 13 | 16 | 5  | 3 | 8  | 53 | 42 | +11 |
|  | 8.   | Neumünster             | 6  | 16 | 3  | 0 | 13 | 37 | 74 | -37 |
|  | 9.   | Ballspielclub Zurigo   | 2  | 16 | 1  | 0 | 15 | 15 | 91 | -76 |

Legenda:

      Ammesso alla finale per la promozione in Serie A 1927-1928.
Note:

Due punti a vittoria, uno a pareggio, zero a sconfitta.

## Gruppo est 2

### Classifica finale
|  | Pos. | Squadra         | Pt | G  | V  | N | P  | GF | GS | DR  |
|  | ---- | --------------- | -- | -- | -- | - | -- | -- | -- | --- |
|  | 1.   | Töss            | 23 | 14 | 11 | 1 | 2  | 45 | 18 | +27 |
|  | 2.   | Romanshorn      | 19 | 14 | 9  | 1 | 4  | 49 | 24 | +25 |
|  | 3.   | Sciaffusa       | 19 | 14 | 9  | 3 | 2  | 29 | 18 | +11 |
|  | 4.   | Winterthur (II) | 14 | 14 | 8  | 3 | 3  | 24 | 19 | +5  |
|  | 5.   | San Gallo (II)  | 13 | 14 | 6  | 1 | 7  | 21 | 26 | -5  |
|  | 6.   | Winterthur (SV) | 10 | 14 | 4  | 2 | 8  | 22 | 39 | -17 |
|  | 7.   | Veltheim (II)   | 8  | 14 | 4  | 1 | 9  | 17 | 38 | -21 |
|  | 8.   | Arbon           | 5  | 14 | 1  | 3 | 10 | 22 | 47 | -25 |

Legenda:

      Ammesso alla finale per la promozione in Serie A 1927-1928.
Note:

Due punti a vittoria, uno a pareggio, zero a sconfitta.

## Finale gruppi est 1 e 2
S'incontrarono le due squadre vincenti i rispettivi gironi.
| Chiasso 24 aprile 1927 | Chiasso | 3 – 1 | Töss |  |

| Winterthur 8 maggio 1927 | Töss | 3 – 3 | Chiasso |  |

## Gruppo centrale 1

### Classifica finale
|  | Pos. | Squadra                  | Pt | G  | V | N | P  | GF | GS | DR  |
|  | ---- | ------------------------ | -- | -- | - | - | -- | -- | -- | --- |
|  | 1.   | Young Boys (II)          | 19 | 12 | 9 | 1 | 2  | 55 | 19 | +36 |
|  | 2.   | Madretsch                | 18 | 12 | 8 | 2 | 2  | 34 | 19 | +15 |
|  | 3.   | Lucerna                  | 16 | 12 | 8 | 0 | 4  | 42 | 19 | +23 |
|  | 4.   | Kickers Lucerna          | 15 | 12 | 6 | 3 | 3  | 28 | 11 | +17 |
|  | 5.   | Victoria Berna           | 9  | 12 | 3 | 3 | 6  | 25 | 29 | -4  |
|  | 6.   | Cercle des Sports Bienne | 5  | 12 | 2 | 1 | 9  | 18 | 47 | -29 |
|  | 7.   | Soletta (II)             | 2  | 12 | 0 | 2 | 10 | 13 | 71 |     |

Legenda:

      Ammesso alla finale per la promozione in Serie A 1927-1928.
Note:

Due punti a vittoria, uno a pareggio, zero a sconfitta.

## Gruppo centrale 2

### Classifica finale
|  | Pos. | Squadra               | Pt | G  | V  | N | P  | GF | GS | DR  |
|  | ---- | --------------------- | -- | -- | -- | - | -- | -- | -- | --- |
|  | 1.   | Nordstern (II)        | 24 | 14 | 11 | 0 | 3  | 37 | 14 | +23 |
|  | 2.   | Olten                 | 21 | 14 | 10 | 1 | 3  | 48 | 30 | +18 |
|  | 3.   | Black Stars Basilea   | 20 | 14 | 9  | 2 | 3  | 42 | 24 | +18 |
|  | 4.   | Helvetik Basilea      | 15 | 14 | 6  | 3 | 5  | 34 | 32 | +2  |
|  | 5.   | Basilea (II)          | 14 | 14 | 6  | 2 | 6  | 28 | 20 | +8  |
|  | 6.   | Allschwil             | 11 | 14 | 5  | 1 | 8  | 23 | 28 | -5  |
|  | 7.   | Old Boys Basilea (II) | 5  | 14 | 2  | 1 | 11 | 17 | 48 | -31 |
|  | 8.   | Breite Basilea        | 4  | 14 | 1  | 2 | 11 | 9  | 42 | -33 |

Legenda:

      Ammesso alla finale per la promozione in Serie A 1927-1928.
Note:

Due punti a vittoria, uno a pareggio, zero a sconfitta.

## Finale gruppi centrali 1 e 2
S'incontrarono le due squadre vincenti i rispettivi gironi per stabilire la squadra partecipante alla fase finale (dato che si tratta delle due seconde squadre nessuna delle due fu promossa in Serie A).
| Basilea 3 aprile 1927 | Nordstern | 1 – 2 | Young Boys |  |

| Zurigo 10 aprile 1927 | Young Boys | 2 – 2 | Nordstern |  |

S'incontrarono le due squadre giunte in seconda posizione.
| Olten 3 aprile 1927 | Olten | 0 – 1 | Madretsch |  |

| Bienne 24 aprile 1927 | Madretsch | 1 – 1 | Olten |  |

## Gruppo ovest 1

### Classifica finale
|  | Pos. | Squadra                 | Pt | G  | V  | N | P  | GF | GS | DR  |
|  | ---- | ----------------------- | -- | -- | -- | - | -- | -- | -- | --- |
|  | 1.   | Montreux-Sports         | 24 | 14 | 12 | 0 | 2  | 45 | 22 | +23 |
|  | 2.   | Forward Morges          | 17 | 14 | 8  | 1 | 5  | 35 | 20 | +15 |
|  | 3.   | Villeneuve-Sports       | 16 | 14 | 8  | 0 | 6  | 33 | 36 | -3  |
|  | 4.   | Servette (II)           | 14 | 14 | 6  | 2 | 6  | 31 | 28 | +3  |
|  | 5.   | Vevey                   | 14 | 14 | 5  | 4 | 5  | 22 | 21 | +1  |
|  | 6.   | Monthey                 | 12 | 14 | 5  | 2 | 7  | 25 | 30 | -5  |
|  | 7.   | Stade Nyonnais          | 9  | 14 | 4  | 1 | 9  | 24 | 28 | -4  |
|  | 8.   | Club Athletique Ginevra | 6  | 14 | 2  | 2 | 10 | 22 | 53 | -31 |

Legenda:

      Ammesso alla finale per la promozione in Serie A 1927-1928.
Note:

Due punti a vittoria, uno a pareggio, zero a sconfitta.

## Gruppo ovest 2

### Classifica finale
|  | Pos. | Squadra                | Pt | G  | V  | N | P  | GF | GS | DR  |
|  | ---- | ---------------------- | -- | -- | -- | - | -- | -- | -- | --- |
|  | 1.   | Losanna (II)           | 24 | 14 | 10 | 4 | 0  | 42 | 19 | +22 |
|  | 2.   | Concordia Yverdon      | 23 | 14 | 11 | 1 | 2  | 56 | 19 | +37 |
|  | 3.   | La Chaux-de-Fonds (II) | 17 | 14 | 7  | 3 | 4  | 32 | 27 | +5  |
|  | 4.   | Renens                 | 16 | 14 | 6  | 4 | 4  | 48 | 39 | +9  |
|  | 5.   | Signal Losanna         | 13 | 14 | 6  | 1 | 7  | 30 | 25 | +5  |
|  | 6.   | Étoile-Sporting (II)   | 10 | 14 | 2  | 6 | 6  | 27 | 38 | -11 |
|  | 7.   | Friburgo (II)          | 6  | 14 | 2  | 2 | 10 | 23 | 50 | -27 |
|  | 8.   | Orbe                   | 3  | 14 | 1  | 1 | 12 | 17 | 58 | -41 |

Legenda:

      Ammesso alla finale per la promozione in Serie A 1927-1928.
Note:

Due punti a vittoria, uno a pareggio, zero a sconfitta.

## Finale gruppi ovest 1 e 2
S'incontrarono le due squadre vincenti i rispettivi gironi.
| Montreux 27 marzo 1927 | Montreux-Sports | 3 – 0 | Losanna |  |

| Losanna 10 aprile 1927 | Losanna | 2 – 4 | Montreux-Sports |  |

## Fase finale
S'incontrarono le tre squadre vincenti i rispettivi gironi per stabilire la squadra campione di categoria.
| Montreux 24 aprile 1927 | Montreux-Sports | 2 – 2 | Young Boys |  |

| Berna 15 maggio 1927 | Young Boys | 2 – 0 | Chiasso |  |

| Chiasso 19 giugno 1927 | Chiasso | 3 – 3 | Montreux-Sports |  |

### Classifica finale
|  | Pos. | Squadra         | Pt | G | V | N | P | GF | GS | DR |
|  | ---- | --------------- | -- | - | - | - | - | -- | -- | -- |
|  | 1.   | Young Boys      | 3  | 2 | 1 | 1 | 0 | 4  | 2  | +2 |
|  | 2.   | Montreux-Sports | 2  | 2 | 0 | 2 | 0 | 5  | 5  | 0  |
|  | 3.   | Chiasso         | 1  | 2 | 0 | 1 | 1 | 3  | 5  | -2 |

## Spareggi promozione/retrocessione (Serie A/Serie Promozione)

### Spareggio zona est
| Friburgo 15 maggio 1927 | Friburgo | 1 – 1 | Montreux-Sports |  |

| Montreux 22 maggio 1927 | Montreux-Sports | 0 – 1 | Friburgo |  |

### Spareggio zona centro
| Aarau 8 maggio 1927 | Aarau | 4 – 1 | Madretsch |  |

| Bienne 15 maggio 1927 | Madretsch | 0 – 1 | Aarau |  |

### Spareggio zona ovest
| Veltheim 22 maggio 1927 | Veltheim | 2 – 1 | Chiasso |  |

| Chiasso 29 maggio 1927 | Chiasso | 2 – 1 | Veltheim |  |

#### Spareggio finale
| Zurigo 12 giugno 1927 | Chiasso | 5 – 1 | Veltheim |  |

## Verdetti
- Chiasso, è promosso in Serie A.
- Aarau e Friburgo restano in Serie A.
- Veltheim è retrocesso in Serie Promozione.

## Verdetti finali
- Young Boys (II) è Campione Svizzero di Serie Promozione 1926-1927.
- Chiasso, è promosso in Serie A.
- Nessuna retrocessione in Serie B.